# Vetrina natalizia

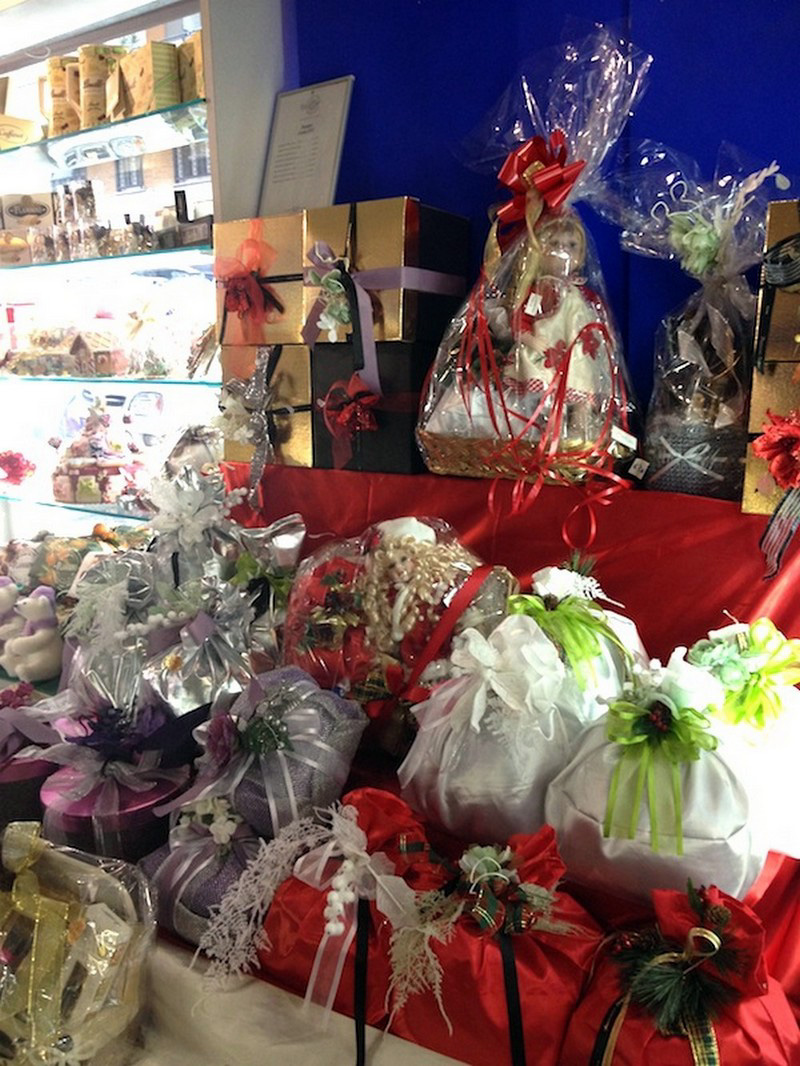
Un esempio di vetrina natalizia.

Una vetrina natalizia è una vetrina preparata nei grandi magazzini e in altri rivenditori in occasione della stagione natalizia. Alcuni rivenditori in tutto il mondo sono diventati famosi per le loro vetrine natalizie, con alcune che sono diventate attrazioni turistiche. Le vetrine natalizie sono talvolta tematiche e possono includere animatroni.
Le prime vetrine natalizie sarebbero state inventate da Rowland Hussey Macy per Macy's nel 1874 e da Le Bon Marché nel 1909.

## Nord America
Diversi rivenditori a New York City attraggono acquirenti e turisti alle loro vetrine natalizie, tra cui Macy's e Lord & Taylor. Macy's fondò lo studio nel suo negozio di New York City quando debuttò con una vetrina animata nel 1883.
Il grande magazzino principale di AM&A a Buffalo, New York, era noto a livello locale per le sue vetrine natalizie vittoriane. La società Internet di aste Chartitybuzz ha messo all'asta l'esperienza di guardare Simon Doonan creare le finestre di Natale a Barneys a beneficio di Christie's Green Auction nel 2010 con un'offerta finale ricevuta per $ 60.000.
Altman's era noto per le sue vetrine natalizie che rivaleggiavano con Lord & Taylor, a pochi isolati sulla Quinta Strada. A Pittsburgh, Horne era uno dei rivenditori noti per le sue vetrine natalizie.
A Montréal, James Aird Nesbitt era responsabile delle tradizionali vetrine natalizie del grande magazzino Holt Renfrew Ogilvy. Nel 1947, commissionò al produttore di giocattoli tedesco Steiff la creazione di due scene di vacanza animate conosciute come "Il mulino nella foresta" e "Il villaggio incantato". I display includono dozzine di animali giocattolo meccanici fatti a mano e più di cento parti mobili. Il Woodward's Department Store nel quartiere dello shopping al dettaglio di Vancouver era noto anche per le vetrine natalizie.

## Europa
Tom Keogh progettò le vetrine natalizie annuali per i grandi magazzini Galeries Lafayette a Parigi tra la fine degli anni '40 e l'inizio degli anni '50.
Il Fenwick (grande magazzino) a Newcastle è noto a livello locale per la sua vetrina natalizia. Dal 1971 c'è una mostra di Natale nelle vetrine del negozio, e la gente viene da vicino e da lontano per guardarla. Nel 2011, il negozio ha celebrato il 40º anniversario della tradizione delle vetrine natalizie del negozio. Il negozio è noto soprattutto per le sue stravaganti vetrine, piene di set dettagliati e sofisticate figure in movimento, che appare ogni Natale e quasi rivaleggia con le vetrine di Liberty's. I temi sono presi principalmente da fiabe e racconti per bambini. Le figure si muovono e sono accompagnate dalla musica.
Nel 2011, Anthony Ausgang ha disegnato le vetrine natalizie per i grandi magazzini La Rinascente di Milano con modelli tridimensionali enormi dei suoi gatti dei cartoni animati. Bertrand Planes ha disegnato vetrine natalizie per Le Bon Marché a Parigi.

## Australia
In Australia, il grande magazzino David Jones Limited di Sydney presenta una vetrina animata annuale di Natale. Tradizionalmente questi sono stati spesso caratterizzati da scenari natalizi innevati nell'emisfero settentrionale, ma nel 2014 le finestre sono ambientate in un'estate decisamente australiana, con scene di spiaggia e foresta pluviale.
A Melbourne, il grande magazzino Myer iniziò a presentare una vetrina annuale di Natale nel 1956, e in seguito aggiunse l'annuale Myer Christmas Parade. Le esposizioni in genere includevano scene di storie legate al Natale come Canto di Natale e Il Grinch, nonché presepi e scene di storie e fiabe per bambini. Negli ultimi decenni, i display hanno caratterizzato personaggi animati. Uno's Garden è stato scelto come tema delle Myer Christmas Windows 2007 a Melbourne e Brisbane, in Australia.

## Cultura popolare
I film Il miracolo della 34ª strada e A Christmas Story presentano vetrine natalizie.
La copertina del libro per bambini Christmas Holidays at Merryvale di Alice Hale Burnett (1916) mostrava una coppia di bambini che sbirciavano in una finestra di Natale.

## Galleria d'immagini

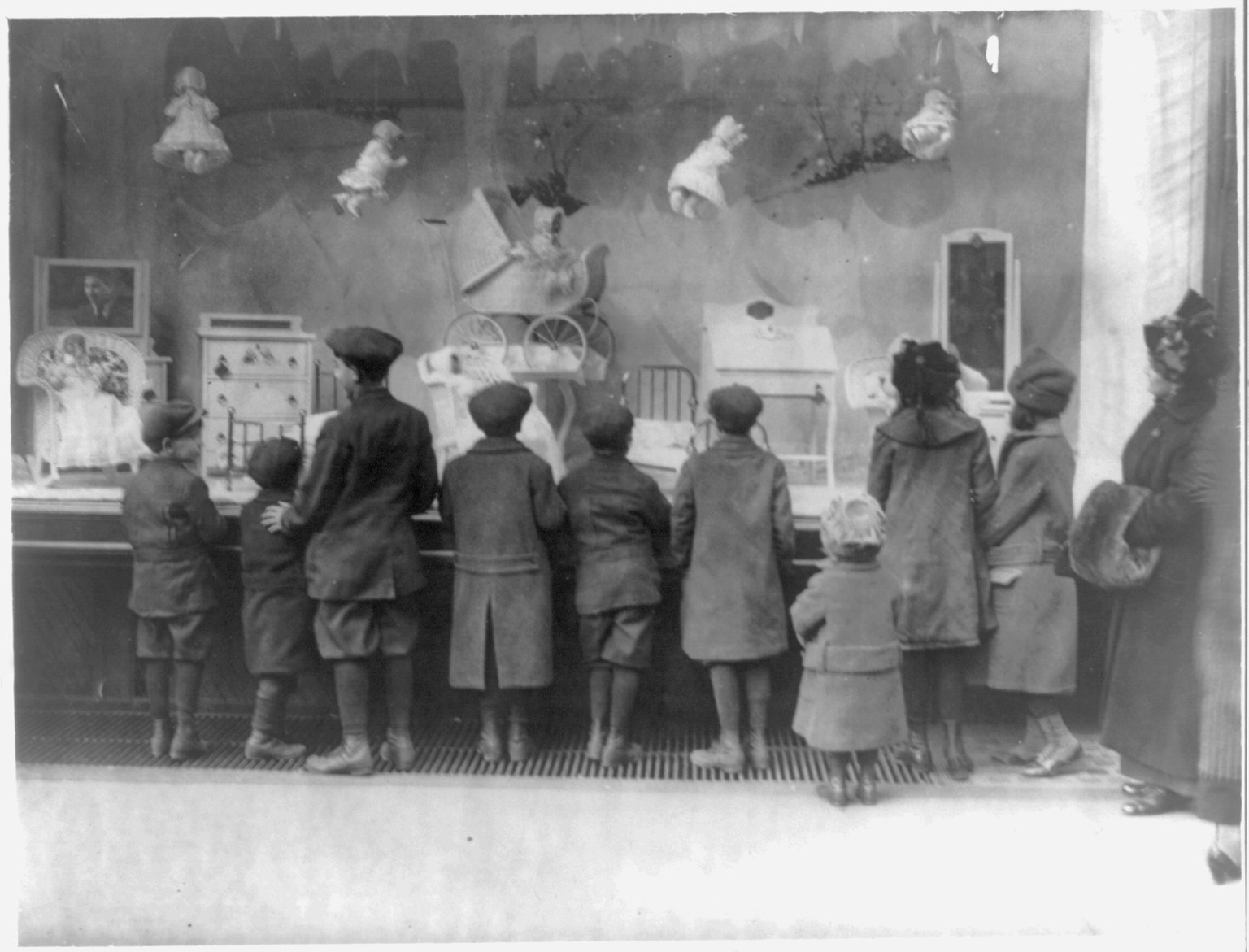
Bambini che osservano una vetrina natalizia dei Macy's, New York City, nel 1908.
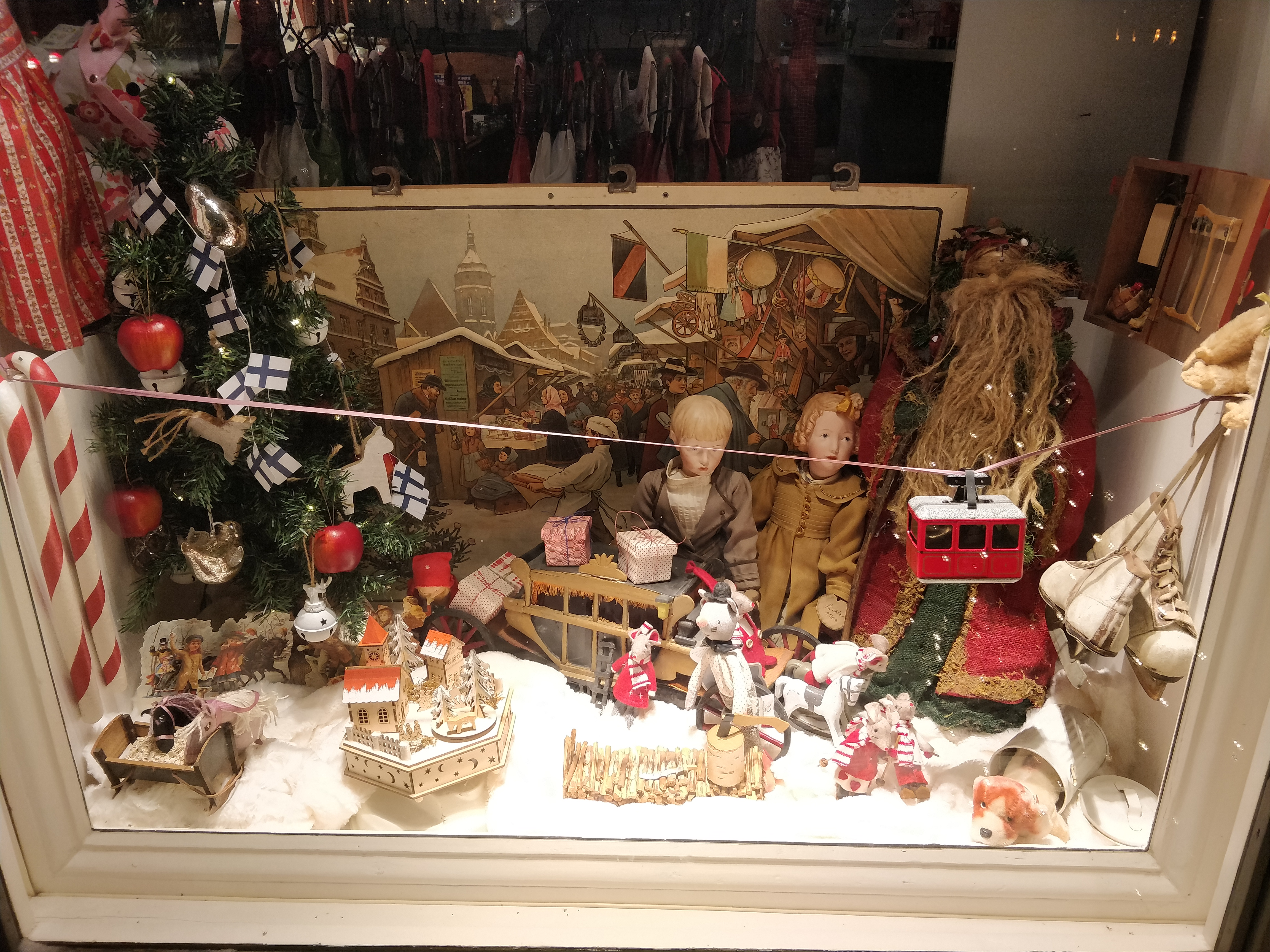
Vetrina a Helsinki, Finlandia, durante il Natale 2018.
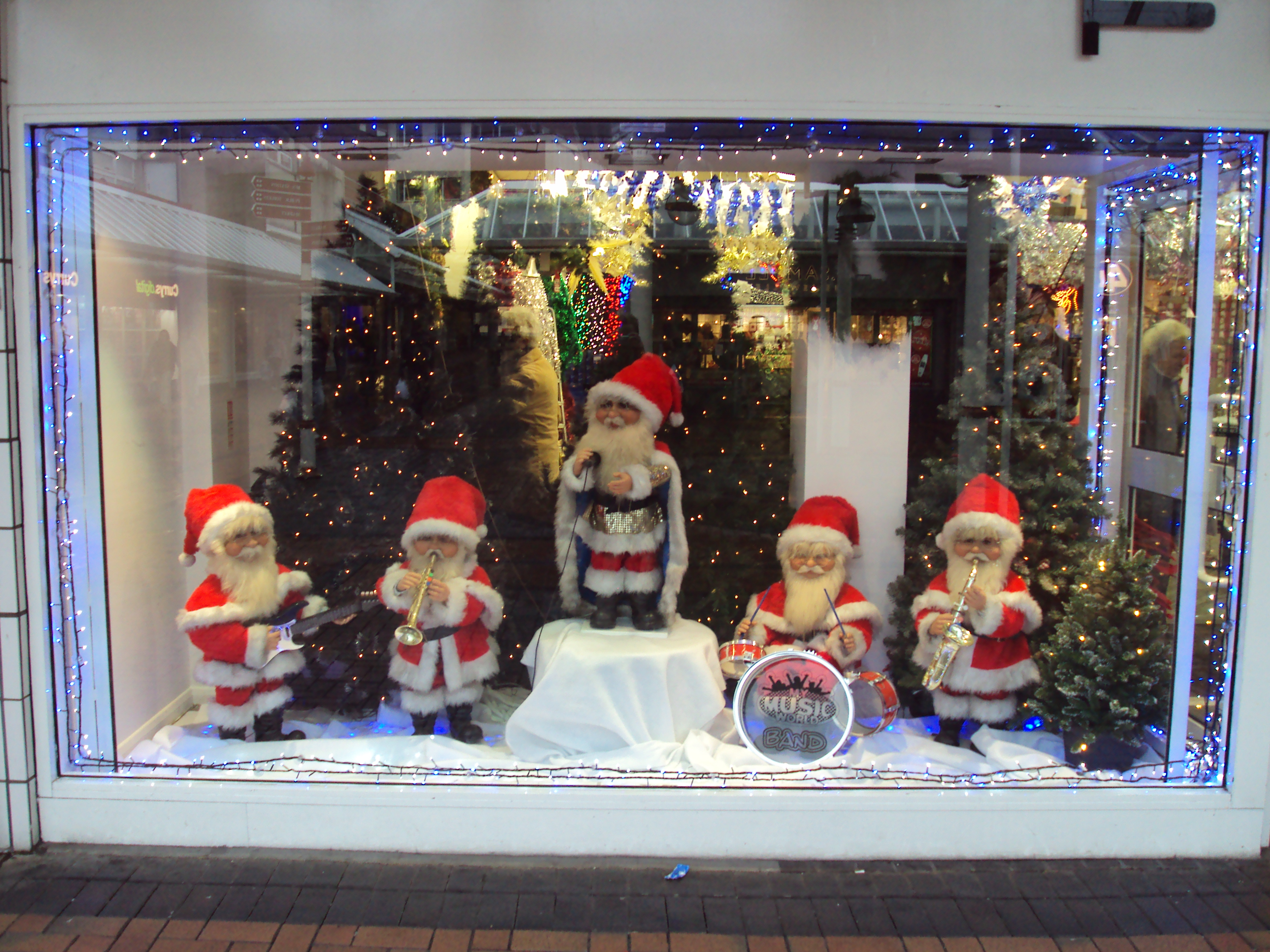
Vetrina di Natale a Birkenhead, Inghilterra.
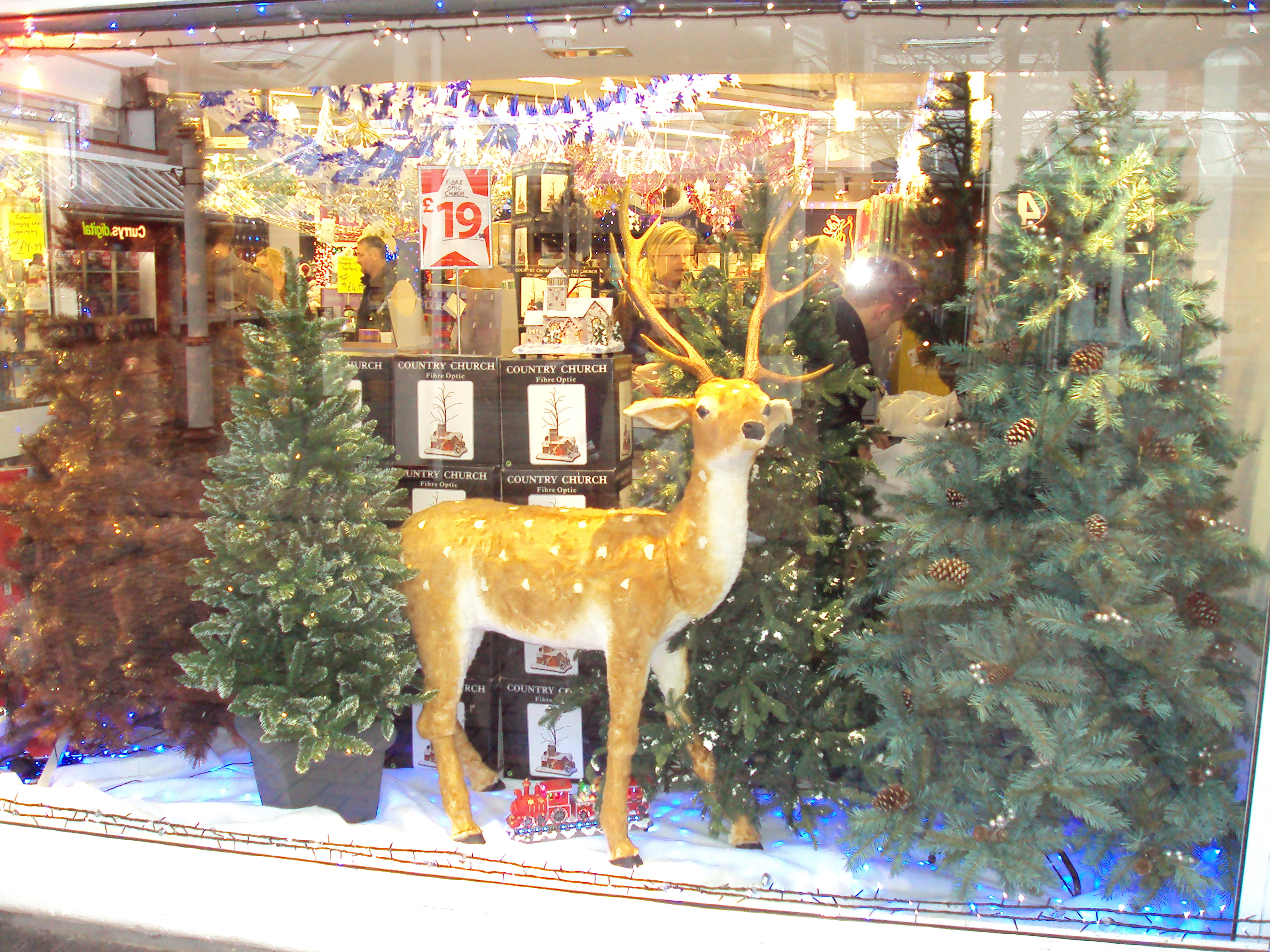
Altra vetrina a Birkenhead, Inghilterra.
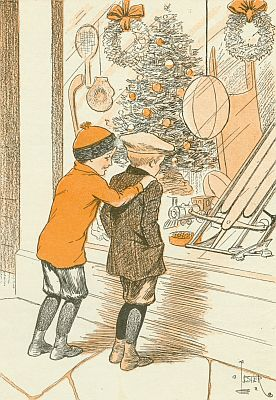
Copertina del romanzo per bambini Vacanze di Natale a Merryvale di Alice Hale Burnett.
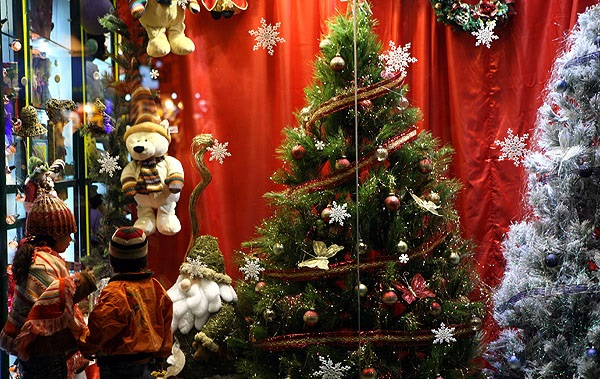
Vetrina di Natale 2006 nei negozi di Teheran, Iran.